# Borbotana eburneifera
Borbotana eburneifera är en fjärilsart som beskrevs av Walker 1864. Borbotana eburneifera ingår i släktet Borbotana och familjen nattflyn. Inga underarter finns listade i Catalogue of Life.